# هوریتشون
هوریتشون (به آلمانی: Horitschon) یک شهر بازاری و شهرستان اتریش در اتریش است که در Oberpullendorf District واقع شده‌است.

## خصوصیات
هوریتشون  ۱٬۹۱۴ نفر جمعیت دارد.